# Gaspar de Añastro Isunza
Gaspar de Añastro Isunza (Vitoria, ca. 1551 – Madrid, ca. 1603) was een Baskische koopman en vertaler. Hij organiseerde de moordaanslag van 1582 op Willem van Oranje.

## Leven
Añastro kwam uit een voorname familie van handelaars en stadsbestuurders in Vitoria. Hij vestigde zich in Brugge, waar hij in 1577-1578 consul werd van de Natie van Biskaje. Daarna verhuisde hij naar Antwerpen. Hij had ten minste zeven personen in dienst, maar de zaken liepen slecht, mede door de Opstand.
Vanuit Lissabon nam zijn verwant Juan Martínez de Isunza – boekhouder van Alva – het initiatief voor de aanslag. Hij wees Añastro op de kans zijn financiële problemen op te lossen dankzij de beloning die op het hoofd van Oranje stond sinds deze bij banedict vogelvrij was verklaard. Añastro wist zijn klerk Juan Jauregui ertoe te bewegen het vuile werk op te knappen.
Zelf vertrok hij enkele dagen vóór de uitvoering naar Brugge en van daar naar Doornik, om de aanslag aan te kondigen aan landvoogd Alexander Farnese teneinde de beloning veilig te stellen. Op 18 maart 1582 vuurde Jauregui het (niet-dodelijke) schot af en werd de dader ter plekke gedood. Informatie op zijn persoon leidde naar Añastro, wiens kennissenkring werd onderzocht. Ludovico Guicciardini werd opgepakt voor verhoor en Añastro's secretaris Antonio de Venero werd, zonder grondig bewijs, terechtgesteld.
Añastro verliet de Nederlanden. Hij vertaalde Les six livres de la République van Jean Bodin in het Spaans (Turijn, 1590) en bracht enkele "katholieke" wijzigingen aan in dit werk. In 1593 werd hij provisor-generaal van de galeien in Puerto de Santa María.

## Voetnoten
1. ↑  René van Stipriaan, De zwijger. Het leven van Willem van Oranje, 2021, p. 630